# Bispegården (Nykøbing Falster)
 For alternative betydninger, se Bispegården. (Se også artikler, som begynder med Bispegården)
Bispegården er en bygning i Nykøbing Falster på Falster, som er biskoppen af Lolland-Falsters Stifts officielle residens.
Bygningen blev opført i 1850 efter tegninger af Gottlieb Bindesbøll. De oprindelige ni fag blev forhøjet i 1895. Bindesbølls bygning flankeres i dag af to sekundære længe; en udbygning fra 1785 og en kontorbygning fra 1995. Bindesbøls bygning fra 1850 og udbygningen fra 1895 blev fredet i 1997.
Bispegården ligger i en stor have på hjørnet af Østre Allé og Østerbrogade lige nordøst fo Nykøbing Falster Sukkerfabrik.

## Historie
Bispegården blev opført af Gottlieb Bindesbøll i 1850 på initiativ af Ditlev Gothard Monrad. Det var en ét-etagers bygning i 15 fag med kamtaksgavle. Den centrale del af facaden havde også kamtakker. Den vestlige ende af bygningen indeholdt hans kontor og havde andre repræsentationslokaler.
Bygningen blev udvidet af H.C. Glahn i 1895, hvor bygningen blev forhøjet med en etage i de midterste ni fag af bygningen. Han opførte også en ny østlænge, som blev forbundet med hovedhuset med en arkade.
I 1993 fik Karsten Rønnow opgaven med at udvide komplekset med en ny kontorbygning. Den blev opført som en ny vestlænge. I 2010 blev den udvidet med en moderne bygning.

## Arkitektur
Taget er i røde tegl. Øestenden af bygningen indeholdt biskoppens private bolig. De ny midterste fag har et valmtag.
Nogle af rummene har vægmalerier af Georg Hilker og Constantin Hansen.

## Have
Bygningen er omkranset af et haveanlæg på omkring 10.000 m2. Et af de største træer i haven er et platantræ, der blev plantet af Monrad.
Haven har mindesten for alle de biskopper, der har boet i Bispegården. Der er også anlagt en gravhøj omkranset af sten til Monrads børn med jorden, der blev gravet væk da bygningen blev opført.
Inde i højen er der et rum, som blev brugt til at skjule våben og jødiske flygtninge under anden verdenskrig.

## Ekstrene henvisninger
- Wikimedia Commons har flere filer relateret til Bispegården (Nykøbing Falster)

54°45′45″N 11°52′41″Ø / 54.76253°N 11.87817°Ø
|  | Denne artikel om en bygning eller et bygningsværk kan blive bedre, hvis der indsættes et (bedre) billede. Du kan hjælpe ved at afsøge Wikimedia Commons for et passende billede eller lægge et op på Wikimedia Commons med en af de tilladte licenser og indsætte det i artiklen. |